# Rudolf Stricker
Rudolf Stricker (* 1. Februar 1829 in Hebron-Damnitz, Hinterpommern; † 5. Oktober 1890 in Berlin) war ein deutscher Intendanturbeamter und Verleger.

## Leben
Rudolf Stricker trat 1843 ins Heer ein. 1864 nahm er als Intendanturbeamter am Deutsch-Dänischen Krieg teil und erhielt das Alsenkreuz.
1865 heiratete er Clara Effert, eine Tochter des Verlegers August Effert (1801–1870).
1871 übernahm Stricker dessen Anteil an der Nicolaischen Verlagsbuchhandlung (A. Effert & L. Lindtner), 1872 wurde er nach dem Ausscheiden von Ludwig Lindtner alleiniger Inhaber.
Der Verlag Nicolaische Verlagsbuchhandlung (R. Stricker) wurde von den Erben fortgeführt und bestand unter diesem Namen bis etwa 1922, danach als Nicolaische Verlags-Buchhandlung.